# Puelia coriacea
Puelia coriacea, trajnica iz porodice trava, potporodica Puelioideae. Hemikriptofit ili gomoljasti geofit koji raste po zapadnoj središnjoj tropskoj Africi (DR Kongo).
Vrsta je opisana 1966.; nema sinonima.